# Toyota 91C-V
Chronologie des modèles
Toyota 90C-V Toyota 92C-V
La Toyota 91C-V est une voiture de course construite par Toyota destinée à participer au championnat du Japon de sport-prototypes.